# Синдром персистирующих мюллеровых протоков

Синдром персистирующих протоков Мюллера имеет аутосомно-рецессивный тип наследования болезни: оба родителя являются носителями дефектного гена. Cиним цветом обозначен здоровый ребёнок (вероятность рождения 25 %), фиолетовым — носители дефектного гена (50 %), красным — больной ребёнок (вероятность рождения 25 %). Синим кружочком помечен нормальный ген, красным — дефектный.

Синдром персистирующих мюллеровых протоков (СПМП) — состояние, при котором в мужском (генетически и физиологически) организме присутствуют производные мюллеровых протоков (фаллопиевые трубы, матка и/или верхней части влагалища). У людей СПМП обычно возникает из-за аутосомно-рецессивной врождённой аномалии и считается интерсекс-вариацией из-за присутствия мюллеровых производных.
Типичные признаки включают в себя крипторхизм и наличие маленькой недоразвитой матки у младенца или взрослого с кариотипом 46,XY. Это состояние обычно вызывается дефицитом эффекта антимюллерова гормона (АМГ) из-за мутаций гена АМГ или рецептора антимюллерова гормона, но также может быть результатом нечувствительности к АМГ органа-мишени.

## Симптомы
Первыми видимыми признаками СПМП при рождении ребёнка является односторонний или двусторонний крипторхизм. Наряду с крипторхизмом, также могут быть паховые грыжи. Взрослые могут страдать гематурией, когда кровь появляется в моче из-за гормонального дисбаланса.
Биопсия яичек таких пациентов в некоторых случаях показывает дисплазию и то, что ткань яичка находится на стадии незрелости.

### СПМП I типа
При этом состоянии имеется одно опущенное яичко, которое вытянуло маточную трубку и иногда матку через паховый канал. Опущенные яички, маточная труба и матка попадают в один и тот же паховый канал, вызывая паховую грыжу. Также это состояние называется «Hernia Uteri Inguinalis» и «поперечная тестикулярная эктопия».

## Диагностика
СПМП имеет различные причины, связанные с аномалиями АМГ или рецепторов. Например, АМГ не синтезировался, не высвобождался или был секретирован в неподходящее время. Состояние развивается у мужчин, которые имеют в остальном нормально функционирующие репродуктивные органы и половые железы. Женские репродуктивные органы развиваются из структуры, называемой «мюллеров проток»,  имеющейся у зародышей на тот момент, когда пол ещё не был дифференцирован. У мужчин выделение «антимюллерова гормона (АМГ)» вызывает регрессию мюллерова протока. Как правило, мюллеров проток и вольфов канал присутствуют в течение первых 7-ми недель беременности. Приблизительно к концу 7-й и началу 8-й недели беременности происходит секреция АМГ клетками Сертоли, вызывающая дифференциацию мужского пола во время развития плода. Молекулы АМГ связываются с AMHRII (рецептор антимюллеровых гормонов типа II), что приводит к регрессии мюллерова проток. Клетки Лейдига секретируют тестостерон, чтобы запустить процесс дифференцировки мужского пола, вызывая развитие структур, таких как придатки яичка и семенные пузырьки. Однако у людей с СПМП мюллеров проток сохраняется из-за ошибок с АМГ или рецептором АМГ. Синдром вызван либо проблемами в секреции АМГ (СПМП типа I), либо проблемами с рецептором к нему (СПМП типа II). СПМП обычно диагностируют во время операции по поводу паховой грыж или когда хирург ищет причину, по которой мужчина бесплоден во взрослом возрасте.

### Другие диагностические методы

#### Генетический
Одним из методов подтверждения СПМП является генетическое тестирование. Обычно не является предпочтительным методом из-за длительного периода обработки информации и стоимости, вместо этого, синдром может быть подтвержден с помощью УЗИ или МРТ. Генетическое тестирование может выявить конкретный тип СПМП, определить шансы и риски членов семьи и дать рекомендации тем, кто пытается завести ребенка. Также возможно дальнейшее исследование генеалогического древа и наследования.

#### ELISA
ELISA-тест — это форма иммуноанализа, которая представляет собой метод, состоящий из ферментов для выявления присутствия определенных веществ. Для СПМП, тесты ELISA могут использоваться для определения уровней АМГ в сыворотке крови (эффективно только для пациентов достигших половой зрелости). Результат для пациентов с СПМП показывает низкий уровень АМГ и низкий уровень тестостерона.

## Молекулярная генетика и наследственность
Мутации в гене АМГ (СПМП I типа) или в гене AMHR2 (СПМП II типа) являются основными причинами СПМП. АМГ секретируется клетками Сертоли в течение всей жизни человека. Это важно в период развития плода, поскольку АМГ способствует регрессу мюллеровых протоков. Тем не менее, АМГ также функционирует в последнем триместре беременности, после рождения и даже в зрелом возрасте в минимальных количествах. Клетки Сертоли у мужчин секретируют АМГ благодаря наличию Y-хромосомы.
Роль гена АМГ в репродуктивном развитии заключается в выработке белка, который способствует дифференцировке мужского пола. Во время развития мужских плодов белок АМГ секретируется клетками в яичках. АМГ связываются с рецепторами АМГ типа 2, которые присутствуют в клетках на поверхности мюллеровых протоков. Связывание АМГ с рецепторами, с ним взаимодействующими, в мюллеровых протоков вызывает апоптоз клеток мюллеровых протоков, таким образом, происходит их регрессия у мужчин. У женщин же, организм которых не продуцируют белки АМГ во время развития плода, мюллеровы протоки в конечном итоге становится маткой и маточными трубами С мутацией гена АМГ (СПМП I типа), АМГ либо не продуцируется, либо вырабатывается в недостаточных количествах, либо имеет дефекты, секретируется в неправильный критический период для дифференцировки мужского пола, либо мюллеровы протоки проявляют устойчивость к АМГ.
AMHR2 содержит инструкции для генерации рецепторов, с которыми связывается АМГ. Если в гене AMHR2 есть мутация, то орган-мишень не реагирует должным образом на секретирующийся АМГ. Другие случаи включают отсутствие рецепторов, в результате чего молекулы АМГ не могут индуцировать дифференцировку. Мутация в AMHR2 имеет решающее значение для правильной дифференциации мужского пола. Генетической мутационной причиной СПМП является is a 27 base-pair deletion of the Anti-Mullerian Type 2 Receptor gene. The 27-base-pair deletion that occurs PMDS is in exon 10 on one allele.
СПМП наследуется по аутосомно-рецессивному типу. Мужчины наследуют мутированные копии хромосом от материнского и отцовского организмов, когда оба родителя являются носителями этой мутации, но их она не затрагивает. Женщины, унаследовавшие два мутировавших гена, не проявляют симптомов СПМП, хотя остаются носителями мутации.

## Лечение
Основной формой лечения является лапаротомия. Лапаротомия правильно размещает яички в мошонке (орхидопексия) и удаляет мюллеровы структуры. Иногда это невозможно, если находятся высоко в забрюшинном пространстве. Во время операции матка, как правило, удаляется, и предпринимаются попытки отделить ткани мюллеровых протоков от семявыносящего протока и придатка яичка, чтобы повысить вероятность фертильности. Если человек имеет мужскую гендерную идентичность и яички не могут быть выведены наружу, как правило, необходима гормональная терапия тестостероном в период полового созревания, если пациент решает обратиться за медицинской помощью. В последнее время пациентам предлагается лапароскопическая гистерэктомия в качестве решения как для повышения шансов на фертильность, так и для предотвращения образования опухолевых тканей. Операцию рекомендуется проводить, когда человеку от одного до двух лет, но чаще её проводят, когда пациенту меньше года. Целевой возраст для операции снижает риск повреждения семявыносящих протока. Семявыносящий проток находится в непосредственной близости от мюллеровых структур, иногда расположенных у стенки матки. Цель лечения — предотвратить повышенный риск развития рака и повысить шанс на фертильность.
Пациенты с СПМП могут быть бесплодны в будущем, если не будут своевременно прооперированы. Взрослые пациенты, которым ранее диагноз не был поставлен, могут обнаружить присутствие крови в сперме (гематоспермия). Мюллеровы структуры и крипторхизм также могут перерасти к раку, если их игнорировать, или если после операций остались части мюллеровых структур. Если СПМП был обнаружен в зрелом возрасте или если из-за рисков при проведении операции пришлось оставить мюллеровы структуры, можно провести биопсию оставшихся мюллеровых структур. Благодаря патогистологическому наблюдению можно обнаружить атрофию тканей эндометрия и маточных труб, что показывает признаки фиброза.

## Эпидемиология
СПМП это относительно редкое врожденное состояние. По современным данным, примерно 45% известных случаев вызваны мутациями в гене АМГ, из-за мутаций в 19-й хромосоме (СПМП I типа). Примерно 40% известных случаев — это мутации AMHR2 в гене AMH Receptor Type 2, который находится в 12-й хромосоме (СПМП II типа). Остальные 15% называются «идиопатический СПМП».

## Описанные случаи
СПМП обычно обнаруживается из-за внешних симптомов, таких как крипторхизм и паховые грыжи, которые считаются единственным осложнением. Особенно до 21-го века, СПМП было трудно диагностировать из-за различий в возможностях медицинского оборудования. По этой причине существуют случаи, когда пожилое население или жители более бедных стран узнают об СПМП  в более старшем возрасте.
В 2013 году был зарегистрирован случай 50-летнего мужчины с низким уровнем тестостерона, высоким уровнем холестерина и отсутствием правого яичка. Диагностика показала, что у пациента были три кистозные массы, структуры похожие на матку и яичник, таким образом был диагностирован СПМП. Во время операции хирурги обнаружили малигнизацию производных мюллеровых протоков, что происходит, если СПМП остается незамеченным в течение длительного периода времени. Причиной осложнения являлся главным образом неопознанный двусторонний крипторхизм, поскольку врачи в то время предполагали, что это было просто «врожденным отсутствием его правых яичек». Пропуск симптомов СПМП может привести к негативным последствиям, таким как бесплодие и будущие злокачественные новообразования.